# Hudson, Iowa
Hudson là một thành phố thuộc quận Black Hawk, tiểu bang Iowa, Hoa Kỳ. Năm 2010, dân số của thành phố này là 2282 người.

## Dân số
Dân số qua các năm:
- Năm 2000: 2117 người.
- Năm 2010: 2282 người.